# Penitentiarie
Penitentiarie, lat. poenitentiarius, är den inom kyrkan som har hand om frågor som rör botgöring och därtill hörande frågor. Termen används främst inom den katolska kyrkan.

## Historia
Penitentiarie kallades under medeltiden en präst som mottog bikt och gav absolution vid olika större kyrkliga institutioner till exempel katedral. 
Oftast avses med penitentiarie en påvlig sådan, ursprungligen en kardinal som vikarierade för påven och på dennes vägnar meddelade absolution. Påven Urban V (1362-70) fastställde penitentiariernas antal till tolv. En av dessa var penitentiarie för de nordiska rikena (Pro Dacia). De tidigaste kända nordiska penitentiarierna var rekryterade från dominikanorden. Den förste nordiske penitentiarien vars namn är känt är den 1263 som påvens nuntie nämnde Herman av Visby.
De medeltida samlingarna i Vatikanarkivet har till största delen varit tillgängliga för forskningen alltsedan slutet av 1800-talet. Detta gäller dock inte det påvliga penitentiariearkivet, där de medeltida delarna öppnades 1983. Idag pågår runt om i Europa en rad nationella och internationella projekt som syftar till att presentera relevanta delar av penitentiarians material. Den medeltida penitentiarian var ett av de många ämbetena inom det påvliga hovet, kurian, och behandlade ärenden som hade att göra med synder eller brott mot den katolska kyrkans lag, den kanoniska rätten. Normalt kunde sockenprästerna ge sina församlingsmedlemmar absolution, men i särskilt allvarliga fall hade inte de lokala prästerna eller ens biskoparna den befogenheten. Syndaren var då tvungen att vända sig till den påvliga kurian, och penitentiarieämbetet behandlade ärendet.
Under senmedeltiden registrerades 440 svenska fall i penitentiarian. Det första är från år 1410 och det sista från 1526. Samtliga medeltida svenska stift finns representerade. Flest har inkommit från Åbo och Uppsala stift, därefter Linköping, Skara, Strängnäs, Västerås och Växjö.
Det medeltida penitentiarieämbetet hade befogenheter inom 4 områden: 
- 1: Att ge absolution åt den som gjort sig skyldig till särskilt allvarliga brott mot kanonisk rätt. Det kunde exempelvis röra sig om en person som hade mördat en präst eller om en präst som dödat en annan person.

- 2: Att bevilja dispens för att handla i strid med kanonisk rätt - till exempel äktenskap med en släkting eller prästvigning trots att man var född utom äktenskapet eller hade dålig syn.

- 3: Att ge tillstånd att utöva den kristna religionen på ett sätt som stred mot kanonisk rätt. Ett vanligt ärende är begäran om tillstånd att bikta sig för en annan präst än den egna församlingsprästen.

- 4: Att utfärda officiella deklarationer om att en person som kunde misstänkas vara skyldig till brott inte var det enligt kanonisk rätt.

## Apostoliska domstolen
Apostoliska domstolen, Paenitentiaria Apostolica, är den kyrkliga domstol som nu främst prövar mål rörande barmhärtighet.